# قوارب رع

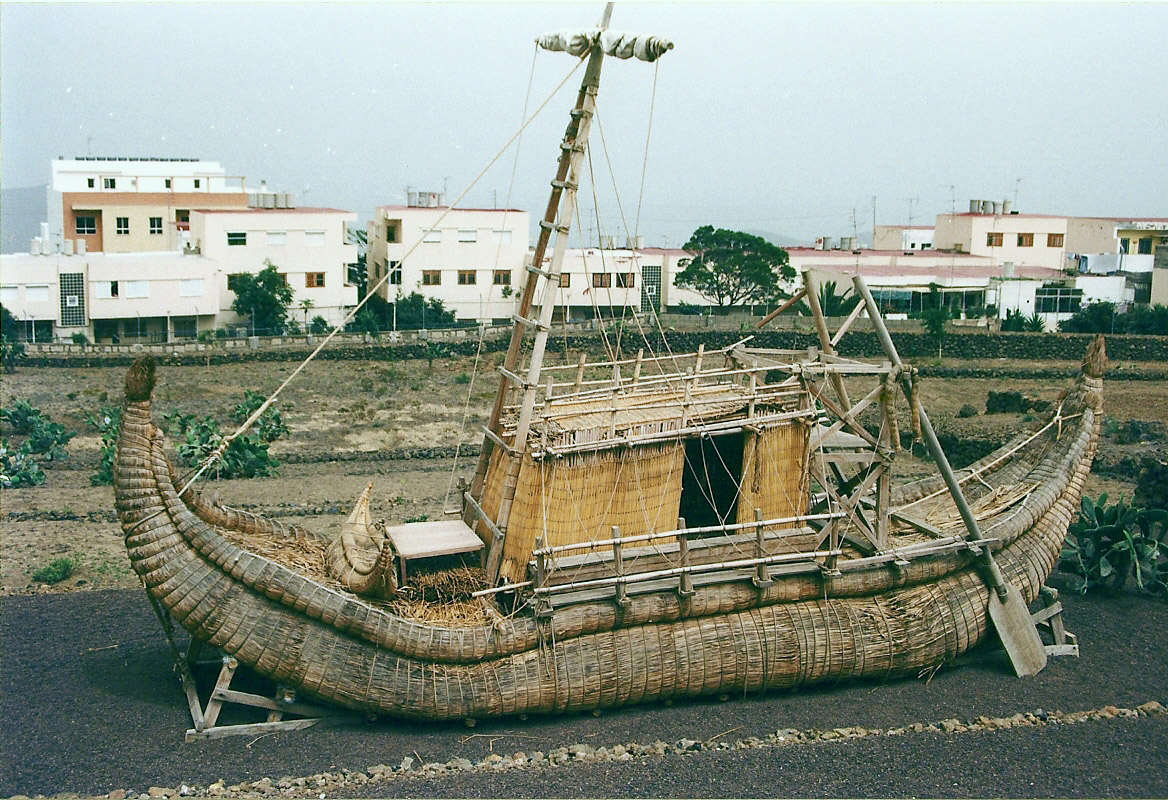
نسخة طبق الأصل من قارب رع الثاني في أهرامات غويمار في تنريفي

قوارب رع هو اسم قاربين من ورق البردي حاول بهما ثور هايردال عبور المحيط الأطلسي من الشرق إلى الغرب للوصول إلى قارة أمريكا منذ عام 1969.

## خلفية
تم دفع هيردال للقيام بالبعثات بسبب أوجه التشابه الملحوظة بين الأصول الثقافية المختلفة في مصر القديمة وأمريكا الجنوبية وبولينيزيا. بالإضافة إلى اللوحات أو المباني مثل الأهرامات، كانت هناك أيضًا قوارب مصنوعة من القصب في بحيرة تيتيكاكا وبحيرة تشاد وكذلك على تماثيل في بولينيزيا وفي الأهرامات المصرية. جادل العديد من علماء الآثار («الانعزاليون») بأن مثل هذه التقاربات تنشأ فقط لأن الناس في ظروف مماثلة يتخذون حلولًا مماثلة للمشاكل والتطورات الثقافية.
لم يعترف «الانعزاليون» بتأثير الشعوب الأجنبية من وراء البحار، لأنه لم يكن من الممكن عبور المحيط بوسائل العصر. قام هيردال، «ناشر الانتشار»، ببعثاته لإظهار أن المصريين القدماء كان بإمكانهم عبور المحيط الأطلسي بقوارب القصب في ذلك الوقت.

## قارب رع الأول
في 25 مايو 1969 أبحر هيردال غربًا من آسفي في المغرب بقارب رع الأول بطول 15 مترًا. قام مساعدوه بتركيب 12 طنًا من ورق البردي في هذا القارب، والذي سمي على اسم إله الشمس المصري رع، وصمم وفقًا لنموذج مصري فينيقي. تم إرشادهم من قبل ثلاثة من بناة قوارب البردي من شعب بودوما من بلدة بول الواقعة على بحيرة تشاد.
تم صنع قارب رع الأول أمام الهرم الأكبر في مصر. ومع ذلك، كانت هناك تناقضات أثناء البناء لأن بناة القوارب من تشاد كانوا غير مستعدين للامتثال لمواصفات النقوش الجدارية المصرية. بالإضافة إلى تفاصيل مثل عناصر التحكم، والتي لم يكن من الممكن التعرف عليها بدقة إلا من القوالب، أدى ذلك إلى عيوب في التصميم سرعان ما جعلت الرحلة أكثر صعوبة. بالإضافة إلى الانكسارات المتعددة في الدفة، فإن مؤخرة القارب التي كانت تغرق بشكل واضح، أدت إلى إبطاء الرحلة؛ بعد عاصفة اجتاحت كمية كبيرة من ورق البردي على الجانب المواجه للريح، بعد أكثر من 5000 كيلومتر و 56 يومًا من السفر، تم التخلي عن قارب رع الأول في 18 يوليو، قبل أيام قليلة من وجهة بربادوس، على الرغم من احتجاجات جزء من طاقم.
جانب آخر مهم لهذه التجربة لهيردال هو جمع أكبر عدد ممكن من الدول المختلفة في مساحة صغيرة، وكلها ملتزمة بهدف مشترك:
| الدولة           | الاسم            | الوظيفة                    |
| ---------------- | ---------------- | -------------------------- |
| مصر              | جورج سوريال      | متخصص في الأنشطة تحت الماء |
| إيطاليا          | كارلو ماوري      | مصور فوتوغرافي             |
| المكسيك          | سانتياغو جينوفيس | مسؤول عن التوصيل           |
| النرويج          | ثور هايردال      | قائد                       |
| تشاد             | عبدالله جبرين    | أخصائي بردي                |
| قالب:SUN-1955    | يوري سينكيفيتش   | طبيب                       |
| الولايات المتحدة | نورمان بيكر      | التنقل                     |

أبحر قارب القصب تحت علم الأمم المتحدة.

## قارب رع الثاني

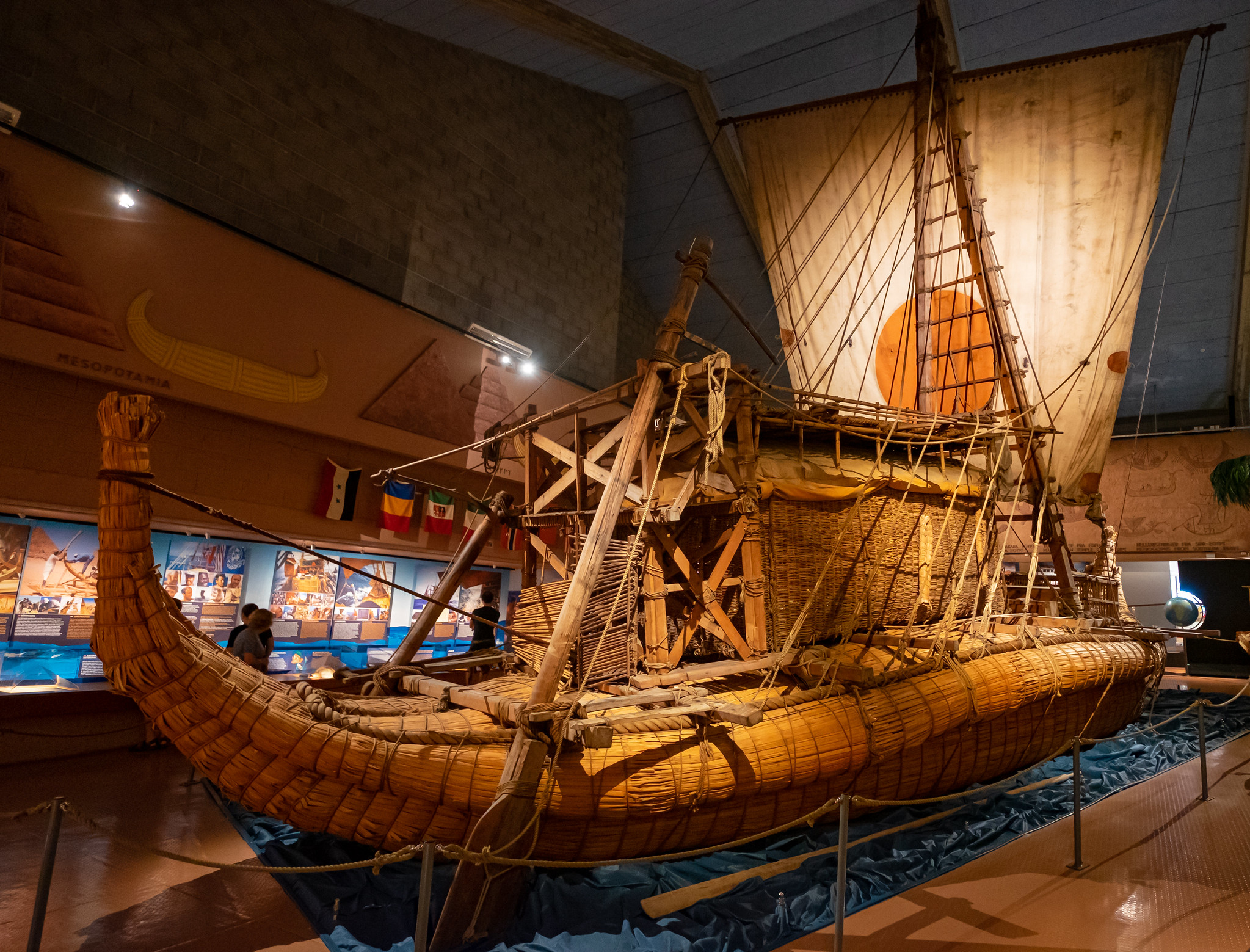
نسخة طبق الأصل من قارب رع الثاني في متحف كون تيكي في أوسلو

بعد التجارب من رحلة رع الأولى، كان لدى هيردال القارب الذي صنعه أربعة من بناة من شعب أيمارا الرئيسيين من بحيرة تيتيكاكا، على افتراض أن قواربهم كانت أقرب إلى الأصل المصري المفترض من تلك الموجودة في إفريقيا الداخلية - من بين أشياء أخرى بسبب المؤخرة المرتفعة، التي بدت عديمة الفائدة لبناة القوارب في تشاد، تم اعتبارها أمرًا مفروغًا منه في بحيرة تيتيكاكا. إذا ثبتت صحة أطروحة هيردال القائلة بأن المصريين جلبوا ثقافتهم إلى أمريكا الوسطى، فمن المرجح أن يكون شعب تيواناكو ورثة لمفاهيم بناء السفن الخاصة بـ «أسلافهم» أكثر من سكان وسط إفريقيا التي بالكاد تأثرت بالثقافة المصرية.

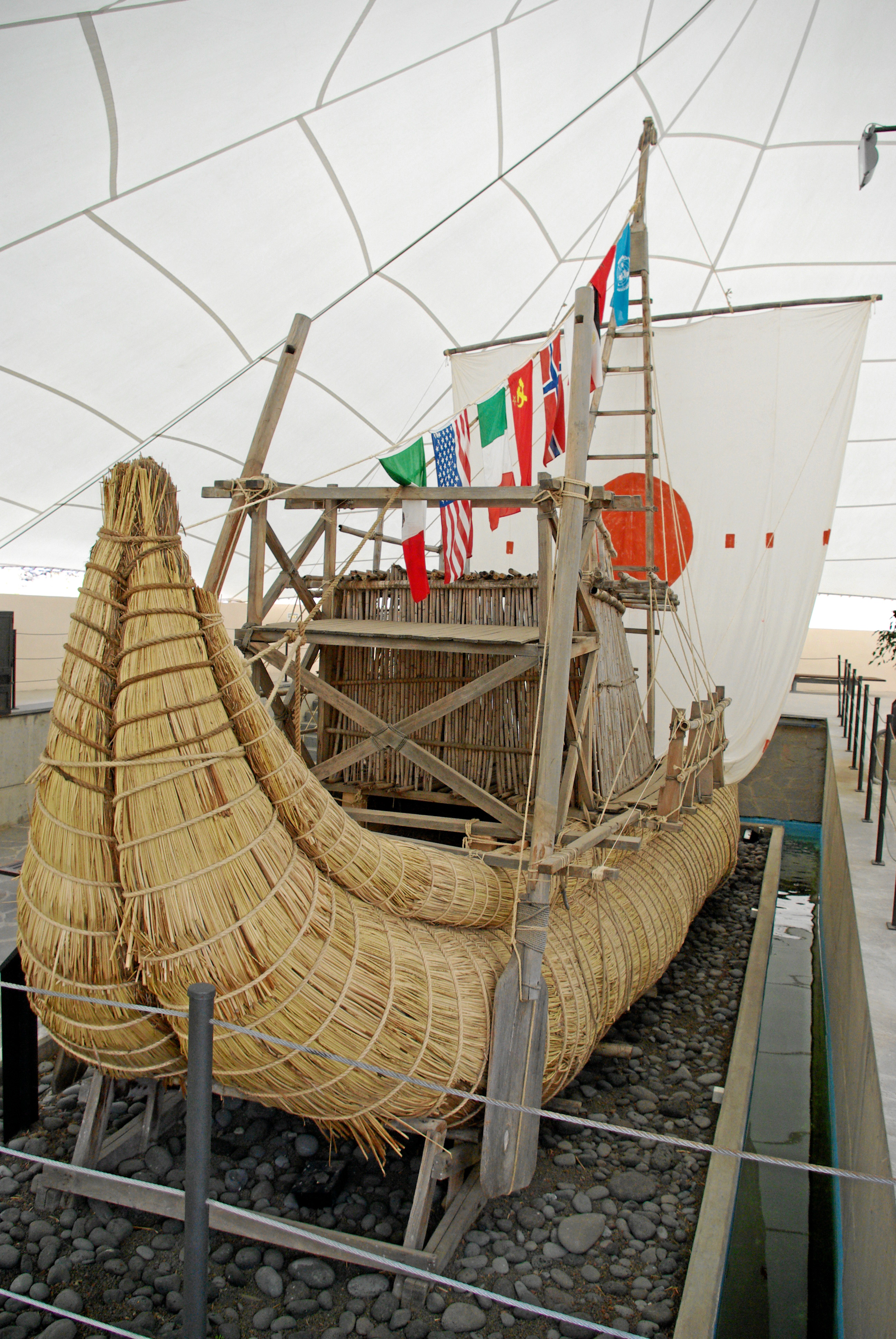
نسخة طبق الأصل من قارب رع الثاني في حديقة أهرامات غويمار في تنريفي

مرة أخرى، كانت هناك اختلافات أثناء البناء: من حوالي اثني عشر طنًا من المواد المستخدمة في المرة الأولى، ترك شعب الأيمارا ثلاثة أطنان بعد أن أعلنوا أن قاربهم «منتهي». ثبت أن هذا يمثل مشكلة لأن نفس الشحنة مثل المحاولة الأولى تعني الآن زيادة الحمولة: كان لابد من تفتيح القارب بعد بضعة أيام، مما أدى إلى التقنين.
كان طول قارب رع الثاني حوالي 12 مترًا، أي أقصر بـ 3 أمتار من قارب رع الأول، وتم بناؤه بشكل مختلف تمامًا: بينما كان قارب رع الأول يحتوي على تسعة خيوط من القصب متراكبة، والأكثر سمكًا في الوسط، يتكون قارب رع الثاني من حبال مزدوجة، في يتم تجسيرها في المنتصف بمقدار واحد أرق ويتم زيادتها بشكل جانبي بواسطة خيوط ثانوية أرق أيضًا. على عكس قارب رع الأول، الذي ينثني فوق الأمواج، كان قارب رع الثاني صلبًا.
مع قارب رع الثاني، في 17 مايو 1970، أبحر نفس الطاقم تقريبًا مرة أخرى تحت علم الأمم المتحدة من آسفي، وبعد 57 يومًا و 6100 كم، وصل باربادوس في 12 يوليو 1970.
| الدولة           | الاسم             | الوظيفة                       |
| ---------------- | ----------------- | ----------------------------- |
| مصر              | جورج سوريال       | متخصص في الأنشطة تحت الماء    |
| إيطاليا          | كارلو ماوري       | مصور فوتوغرافي                |
| المكسيك          | سانتياغو جينوفيس  | مسؤول عن التوصيل              |
| النرويج          | ثور هايردال       | قائد                          |
| اليابان          | كي أوهارا         | مصور فوتوغرافي                |
| قالب:SUN-1955    | يوري سينكيفيتش    | طبيب                          |
| الولايات المتحدة | نورمان بيكر       | التنقل                        |
| المغرب           | المدني آيت اوهاني | إعداد دراسة حول التلوث البحري |

تم توثيق انسكابات النفط في المحيط الأطلسي، والتي تم اكتشافها بالفعل في الرحلة الأولى، أثناء الرحلة. تحت ضغط من الجمهور، تم إبرام الاتفاقيات الدولية الأولى لحماية البيئة في وقت لاحق، مما جعل هيردال رائدًا في الحركة البيئية.

## الثقافة الشعبية
يتم الآن عرض النسخ المتماثلة لـ قارب رع الثاني في متحف كون تيكي في أوسلو وفي قاعة الملاحة القديمة في متنزه أهرامات غويمار في تنريفي.
تم ترشيح فيلم هايردال الوثائقي رع حول هذه الرحلة الاستكشافية لجائزة الأوسكار في عام 1972.
في عام 1973، أطلق علماء المعادن السوفييت اسم سيليكات الطبقات المكتشفة حديثًا على اسم قارب القصب (رعيت) تكريما للطاقم.